# Willie Botha
Willie Botha (eigentlich Willem Christiaan Botha; * 31. März 1912 in Petrusburg, Freistaat; † 14. Juni 1967) war ein südafrikanischer Mittelstreckenläufer und Sprinter.
Bei den British Empire Games 1934 in London gewann er über 880 Yards Silber in 1:55,5 min (entspricht 1:54,8 min über 800 m).
1936 schied er bei den Olympischen Spielen in Berlin über 800 m und in der 4-mal-400-Meter-Staffel im Vorlauf aus.